# Raxis Framework
Das Raxis Framework ist eine multifunktionale PHP-Applikation zur Darstellung und Generierung kleiner und mittelgroßer Websites, die seit 1999 entwickelt wird. Es enthält eine Template Engine, ein einfaches Content-Management-System (CMS) sowie zahlreiche Tools zur automatisierten Darstellung (Inhalte in Formularen, aus Datenbanken, Auflistungen, Bildergalerien etc.). Derzeit liegt Raxis in Version 3 vor. Seit Version 3.7 ist der Raxis Kern SQL Injection Safe und bietet Methoden zur sicheren DB Abfrage.

## Anforderungen
Das Raxis Framework basiert auf dem Open Source Webserver Apache (mit mod rewrite), PHP und optional bei Datenbankbedarf MySQL.

## Module

### Formmaker
Der Raxis Formmaker erlaubt die simple Erstellung von komplexen Formularen (auch mehrseitig) inkl. Speichern der Daten in einer Datenbank oder einem File sowie dem Versand per E-Mail. Auf die zugrunde liegenden Tabellen werden automatisch erstellt bzw. modifiziert.

### Treelister
Der Raxis Treelister gibt Daten aus MySQL Tabellen templatisiert aus und unterstützt dabei Paging sowie Datenmodifikation vor Ausgabe (DvA) mittels PreEvaluationFunctions.

### Content Editor
Der Raxis Content Editor ist eine Implementierung und Erweiterung des Open-Source-Editors TinyMCE der Firma Moxiecode. Der Editor wurde um einen Dateimanager, einen Bildbetrachter, ein Versionierung sowie Raxis-spezifische Tools erweitert. Seit November 2006 ist auch eine Rechtschreibprüfung enthalten.

### Image Resizer
Der Raxis Image Resizer wird aus den Modulen Treelister und Content Editor heraus eingebunden werden und passt Bildgrößen dynamisch an (inkl. Caching).
Seit Version 3.7 beherrscht der Resizer auch dynamische Grafik-Generierung (wie z. B. für Navigationen benötigt).

### ROB – Raxis Object Editor
Seit Version 3.6 enthält Raxis einen neuen Objekt Editor, der es erlaubt, sämtliche Arten hierarchischer Informationen zu bearbeiten. Die bietet vor allem in Kombination mit hierarchischen Filesystemen neue Möglichkeiten, z. B. die Erweiterung jedes Files um beliebige Informationen.

### Cache
Ebenfalls neu mit Version 3.6 ist ein Datenbank-basierter, intelligenter Output-Cache. Dieser speichert den fertigen HTML Code nicht eingeloggter User zwischen und kann so die Reaktionszeit deutlich erhöhen.

### Code Minimierung
Mit Version 3.8 führt das Raxis Framework jetzt Code Minimierung ein. Bis jetzt konnte der Code bereits GZIP komprimiert werden, ab sofort werden überflüssige Whitespaces aus HTML, JavaScript und CSS entfernt und mehrfache CSS- und JavaScript-Dateien automatisch zu jeweils einer gecachten Datei zusammengefasst, was die scheinbare und effektive Ladezeit deutlich verkürzt.